# John Peel's Record Box
John Peel's Record Box (La caja de discos de John Peel) es un documental realizado por Elaine Shepherd, lanzado el 14 de noviembre de 2005 en Channel 4. Fue nominado para los Premios Primetime Emmy.

## Contenido
La caja contiene una pequeña colección privada del disc jockey de radio británico John Peel, que murió en 2004 a la edad de 65 años. El archivo principal de Peel contenía más de 100.000 discos de vinilo y CD. La selección presentada consta de 143 sencillos, algunos de ellos dobles, guardados en una caja de madera que representa algunos de sus favoritos. Según el documental, no hay sencillos del grupo favorito de Peel, The Fall, porque los había guardado en una caja separada.
La película presenta entrevistas con la esposa de John, Sheila Ravenscroft (disc jockey de radio) y artistas como Mary Anne Hobbs, Elton John, Ronnie Wood, Roger Daltrey, Feargal Sharkey, Jack White, Michael Palin y Miki Berenyi.

## Dentro de la caja de discos de John Peel
| N.º | Artista                                    | Título | Sello                            | Año  | Comentarios |
| --- | ------------------------------------------ | --- | -------------------------------- | ---- | --- |
| 1   | Al Casey                                   | "Surfin' Hootenanny" "Easy Pickin" | Pye International                | 1963 | Instrumental Dance-Craze Surf con extractos vocales de grupos femeninos |
| 2   | Al Ferrier                                 | "I'm Not Drinking More" "Don't Play Blue Eyes'"                                                                                                  | Master Trak                      | 1980 | Rockabilly |
| 3   | Alan Price                                 | "I Put a Spell on You" "Iechyd-Da" | Decca Records                    | 1966 | Un éxito en las listas del Reino Unido: John Walters, el productor de Peel desde hacía muchos años, fue miembro de The Alan Price Set y tocó con ellos |
| 4   | Andy Capp Reco                             | "Popatop" "The Lion Speaks" | La isla del tesoro (novela)      | 1969 | Sencillo de reggae skinhead |
| 5   | The Anemic Boyfriends                      | "Guys Are Not Proud" "Bad Girls in Love" | Red Sweater Records              | 1980 | |
| 6   | Ann Peebles                                | "I can't stand the rain" "I've been there before"                                                                                                | London Records                   | 1972 | Pista de soul de los 70 |
| 7   | Anti-Social                                | "Traffic lights" "Teacher, teacher" | Dynamite Records                 | 1977 | |
| 8   | Arthur K Adams                             | "Wildwood flower" "It's a wild, wild, wild, wild wildwood flower"                                                                                | Jetstar Airways                  | 1966 | Artista de R&B/soul |
| 9   | Big Stick                                  | "Drag racing" "Hell on earth" | Recess Records                   | 1985 | |
| 10  | Bill Oddie                                 | "On Ilkla Moor Baht 'at" "Harry Krishna" | Dandelion Records                | 1970 | El lado A era una versión de una canción folk tradicional en el dialecto de Yorkshire, interpretada al estilo de la versión de Joe Cocker de la canción de "The Beatles" de With a Little Help from My Friends |
| 11  | Boards of Canada                           | "Aquarius" "Chinook" | Skam Records                     | 1998 | |
| 12  | Bobby Lee Trammell                         | "If you ever get it once" "Don't you know I love you"                                                                                            | Alley Records                    | 1964 | Artista de R&B-rock&roll blanco |
| 13  | Cat Power                                  | "Headlights" "Darling Said Sir" | The Making of Americans          | 1994 | |
| 14  | Charlie Feathers                           | "Nobody's darling'" "Deep elm blues" | Holiday Inn Records              | 1962 | Rockabilly |
| 15  | Charlie Feathers                           | "Nobody's woman" "When you decide" | King Records                     | 1957 | |
| 16  | Charlie Feathers                           | "Wild wild party'" "Today and tomorrow" | Memphis Recordings               | 1961 | Rockabilly |
| 17  | Charlie Feathers                           | "Tongue-tied Jill" "Get with it'" | Meteor Records                   | 1956 | Nueva reimpresión |
| 18  | Charlie Feathers                           | "Too much alike'" "When you come around" | King Records                     | 1957 | Reimpresión |
| 19  | Cheeze                                     | "Dancin with the Dead - Dancin queen" "Direwolf"                                                                                                 | Bob Records                      | 1989 | Producido por Steve Albini |
| 20  | Clague                                     | "The stride" "I wonder where" | Dandelion Records                | 1969 | |
| 21  | Clefs of Lavender Hill                     | "Stop! - Get a ticket" "First tell me why" | Date                             | 1966 | Éxito de garage-pop menor, también lanzado por la CBS del Reino Unido |
| 22  | Cleveland Crochet                          | "Sugar bee" "Drunkards dream" | Goldband                         | 1960 | |
| 23  | Don Covay                                  | "It's better to have" "Leave him" | Mercury                          | 1973 | Soul |
| 24  | Don French                                 | "Lonely Saturday night" "Goldilocks" | Quality                          | 1959 | Edición canadiense |
| 25  | Dreamland Express                          | "Groovy" "u.f.o" | EMI                              | 1980 | |
| 26  | Eazy Teeth                                 | "Car noise" "Her blade" | Dental Records                   | 1980 | Imagen artística para la portada del disco de 7 pulgadas de Don Van Vliet, también conocido como Captain Beefheart |
| 27  | Eddie & Ernie                              | "I believe she will" "We try harder" | Chess                            | 1964 | Artista soul |
| 28  | Eddie & Ernie                              | "Outcast" "I'm gonna always love you" | Eastern                          | 1965 | Soul norteño |
| 29  | Eddie & Ernie                              | "Time waits for no one" "That's the way it is"                                                                                                   | Eastern                          | 1964 | Artista soul |
| 30  | Electro Hippies                            | "Sheep" / "Starve The City (To Feed The Poor)" / "Meltdown" / "Escape" / "Deadend" / "Thought" / "Chickens" / "Mother" / "Mega-Armageddon Death" | Strange Fruit                    | 1987 | |
| 31  | Elmore James                               | "The sky is crying" "Standing at the crossroads"                                                                                                 | Flashback Records                | 1959 | Relanzamiento de la década de 1970 del éxito de 1960 |
| 32  | Firemen                                    | "Old Smokie" "Louie's Theme" | Le Cam                           | 1964 | |
| 33  | Freshmen                                   | "You never heard anything like it" "Bombing run"                                                                                                 | Release Records                  | 1979 | |
| 34  | G. L. Crockett                             | "It's a man down there" "Every hour, every day"                                                                                                  | 4 Brothers                       | 1965 | R&B-Blues |
| 35  | G. L. Crockett                             | "Look out Mabel" "Did you ever love somebody" | Checker                          | 1965 | Relanzamiento de la versión alternativa |
| 36  | Geater Davis                               | "For your precious love" "Wrapped up in you" | House of Orange                  | 1971 | |
| 37  | Gene Dozier & The United Front             | "Give the women what they want" "The best girl I ever had"                                                                                       | Mercury                          | 1974 | El lado B es popular en Northern-Modern Soul |
| 38  | Golinski Brothers                          | "Bloody" "Toy" | Badge Records                    | 1980 | |
| 39  | The Greenhornes                            | "Shadow of grief" "Stayed up last night" | Italy Records                    | 2000 | |
| 40  | Hooton 3 Car                               | "Danny" "Numena" | Rumblestrip Records              | 1995 | |
| 41  | The Idle Race                              | "Here we go round the lemon tree" "My father's son"                                                                                              | Liberty                          | 1967 | Emitido en EE. UU. y Europa, pero no en el Reino Unido, donde la canción fue lanzada por un grupo relacionado con Roy Wood, The Move |
| 42  | Izzy Royal                                 | "Coronation St" "Coronation Dub" | WEA                              | 1983 | Versión reggae del tema de la TV |
| 43  | Jane Bond and The Undercover Men           | "Hot rod Lincoln" "Come on up" | Ear Movies Records               | 1982 | |
| 44  | Jerry Byrd                                 | "Memories of Maria" "Invitation" | Monument                         | 1961 | |
| 45  | Jody Reynolds                              | "Endless sleep" "Western movies" | Liberty                          | 1958 | El lado B es una pista de los Juegos Olímpicos de 1958, quizás una reedición de la década de 1970 |
| 46  | Johnnie Taylor                             | "I've been born again" "At night time" | Stax                             | 1974 | Artista de soul clásico |
| 47  | Johnny Adams                               | "You're a lady" "I wish it would rain" | Atlantic                         | 1972 | Artista de soul clásico |
| 48  | Johnny Fortune                             | "Dragster" "Soul surfer" | Sonet                            | 1964 | |
| 49  | Ken Colyer                                 | "If I ever cease to love" / "Bucket's got a hole in it" "Wildcat blues" / "Wabash blues"                                                         | Tempo Records                    | 1953 | Grupo de jazz británico, en EP de mediados de los 50 del Reino Unido |
| 50  | The Plague                                 | "Black" "Better off dead" | Black Records                    | 1978 | |
| 51  | Larry Bright                               | "Mojo workout" "I'll change my ways" | Tide                             | 1960 | |
| 52  | Laurie Anderson                            | "O Superman" "Walk the dog" | One Ten Records                  | 1981 | N.º 2 en Reino Unido, una pista hipnótica de pop sintético muy larga |
| 53  | Lee Perry                                  | "Bafflin' smoke signal" "Black smoke signal" | Black Arc                        | 1978 | Reggae |
| 54  | Lightnin' Hopkins                          | "Mojo hand" "Glory be" | Flashback Records                | 1960 | Reedición de la década de 1970 |
| 55  | Marc Bolan                                 | Marc Bolan talking to Stevie Dixon "Jennifer Sharp, Steve"                                                                                       | Ube/Pye Records                  | 1973 | |
| 56  | Mary Monday and her Bitches                | "I gave my punk jacket to Richie" "Popgun" | Malicious Productions            | 1977 | |
| 57  | Max Romeo                                  | "Sipple out deh' Lee Perry" "Revelation" | Upsetter                         | 1976 | Artista de reggae |
| 58  | MC5                                        | "Looking at you" "Borderline" | A-Square Records                 | 1968 | Dos copias. "Kick Out The Jams" fue su éxito más conocido con la introducción hablada |
| 59  | Medicine Head                              | "Coast to coast" "All for tomorrow" | Dandelion Records                | 1970 | |
| 60  | Medicine Head                              | "His guiding hand" "This love of old" | Dandelion Records                | 1969 | |
| 61  | Mel & Tim                                  | "Starting all over again" "It hurts to want it so bad"                                                                                           | Stax                             | 1972 | Gran éxito soul en EE. UU., mejor conocido en el Reino Unido por la canción "Backfield in Motion" de 1969 |
| 62  | Maow featuring Neko Case                   | "Kat nip" / "One night stand" / "Anthem" / "Kill kill kill" / "Catastrophe" / "Boy groupies"                                                     | Twist Like This Records          | 1992 | |
| 63  | Mickey Lee Lane                            | "Tutti Frutti" "With your love" | Mala                             | 1968 | Artista de R&B-rock blanco conocido por sus sencillos "Hey Sah-Lo-Ney" y "Shaggy Dog" de 1965 |
| 64  | Mike Spenser and The Cannibals             | "Good guys" "Nothing takes the place of you" | Big Cock Records                 | 1978 | Se prefiere el lado B (cubierta de Toussaint McCall) |
| 65  | The Nice                                   | "The thoughts of Emerlist Davjack" "Azrial (Angel of Death)"                                                                                     | Immediate                        | 1967 | Pop rock del Reino Unido |
| 66  | Nilsson                                    | "Without You" "Gotta Get Up" | Radio Corporation of America     | 1971 | La gran balada N.º 1 en el Reino Unido |
| 67  | Nilsson                                    | "Everybody's Talkin'" "Don't Leave Me" | Radio Corporation of America     | 1968 | Canción de la película Midnight Cowboy |
| 68  | Nilsson                                    | "Kojak Columbo" "Turn Out The Light" | Radio Corporation of America     | 1975 | |
| 69  | O V Wright                                 | "That's how strong my love is" "There goes my used to be"                                                                                        | Goldwax                          | 1964 | Artista estadounidense de R&B-soul |
| 70  | Paul Blake & The Blood Fire Posse          | "Every posse get flat" "Flat out" | Studio Work                      | 1984 | Éxito temprano del reggae dancehall |
| 71  | Paul Revere & The Raiders                  | "Him or Me – What's It Gonna Be?" "Legend of Paul Revere"                                                                                        | CBS                              | 1967 | Grupo de Garage-pop de Estados Unidos |
| 72  | Pavement                                   | "Demolition Plot J-7: Forklift" / "Spizzle trunk" / "Recorder grot" / "Internal K-Dart" / "Perfect depth" / "Recorder grot"                      | Drag City                        | 1990 | |
| 73  | Pocket Fishrmen                            | "Yr story" "The leader is burning" | Noiseville                       | 1989 | |
| 74  | The Quads                                  | "There must be thousands" "You've gotta jive" | Big Bear Records                 | 1979 | A veces aparece por error con los lados A y B invertidos |
| 75  | Ray Martin                                 | "Blue tango" "Belle of the ball" | Columbia Records                 | 1952 | Uno de los primeros discos de 45 rpm emitidos en el Reino Unido a principios de 1953. También es el primer disco que compró Peel |
| 76  | Revelino                                   | "Step on high" "Memoreason" | Musicdisc                        | 1996 | |
| 77  | Rod Bernard                                | "This should go on forever" "Pardon Mr. Gordon"                                                                                                  | Jin Records or Argo Records      | 1958 | Artista de rock&roll-pop de EE. UU. |
| 78  | Roshell Anderson                           | "The grapevine will lie sometimes" "Such a beautiful thing"                                                                                      | Contempo                         | 1974 | Artista de soul de Estados Unidos |
| 79  | Roy Head                                   | "Treat her right" "So long, my love" | Vocalion                         | 1965 | Artista de R&B-rock blanco de EE. UU. |
| 80  | Sam & Dave                                 | "I Can't Stand Up for Falling Down" "Soothe me (directo)"                                                                                        | Stax                             | 1966 | Versión original del éxito de 1980 de Elvis Costello |
| 81  | Sasha Caro                                 | "Grade 3 section 2" "Little maid's song" | Decca Records                    | 1967 | Artista británico poco conocido que también lanzó '"Molotov Molotov" / "Never Play a B Side"' |
| 82  | John Kongos                                | "Will the real Geraldine please stand up and be countered" "Only George'"                                                                        | Pye                              | 1969 | John T Kongos acto de pop psicodélico, último de 3 sencillos |
| 83  | Sheena Easton                              | "9 to 5" "Moody" | EMI                              | 1980 | Artista escocesa del Reino Unido que tuvo su oportunidad en un programa de televisión de la BBC |
| 84  | Sipho Bhengu & His Alto Sax                | "Tickey dopies" "I saluti" | Inkonkoni                        | 1971 | Música sudafricana |
| 85  | Soledad Brothers                           | "Sugar & spice" "Johnny's death letter" | Italy Records                    | 1998 | Con Jack White |
| 86  | Some Chicken                               | "New religion" "Blood on the wall" | Raw Records                      | 1977 | |
| 87  | Spit Out                                   | "O from I" "Tan" "Rot'n'roll'" | Ma Frog Records                  | 1996 | |
| 88  | Stan Winston                               | "No more ghettos in America" "It's alright" | Jewel                            | 1970 | |
| 89  | Status Quo                                 | "Down Down (canción)" "Night ride" | Vertigo                          | 1974 | N.º 1 en el Reino Unido |
| 90  | Supersister                                | "No tree will grow" "She was naked" | Dandelion Records                | 1971 | |
| 91  | The Beatles                                | "Come Together" Octopus's Garden" Something" | Melodiya                         | 1969 | Probablemente una cuestión de estatus semilegal en Europa del Este |
| 92  | The Big Three                              | "You've gotta keep her under hand" "If you ever change your mind"                                                                                | Decca Records                    | 1964 | Grupo Merseybeat temprano |
| 93  | Buzzcocks                                  | "Ever Fallen in Love (con Someone You Shouldn't've)" "Just Lust"                                                                                 | United Artists                   | 1978 | Éxito en las listas de Reino Unido |
| 94  | The Factory                                | "Path through the forest" "Gone" | MGM                              | 1968 | Disco peicodélico del Reino Unido |
| 95  | The Galactic Symposium                     | "Y.M.C.A" "Money " | Vague Records                    | 1978 | |
| 96  | Legión de Super-Héroes                     | "The great name dropper part 1" "The great name dropper part 2"                                                                                  | Amy Records                      | 2000 | |
| 97  | The Mark Four                              | "Hurt me if you will" "I'm leaving" | Decca Records                    | 1965 | Grupo británico Mod Beat, más tarde llamado The Creation, que tuvo éxitos con "Making Time" y "Painter Man" |
| 98  | The Mighty Avengers                        | "So much in love" "Sometime they say" | Decca Records                    | 1964 | Grupo de ritmos del Reino Unido, la cara A es una canción de los Rolling Stones |
| 99  | The Misunderstood                          | "I Can Take You To The Sun" Who do you love?" | Fontana                          | 1966 | Grupo estadounidense de garage-psico |
| 100 | The Move                                   | "I Can Hear the Grass Grow" "Wave the flag and stop the train"                                                                                   | Deram                            | 1967 | Gran éxito en las listas de Reino Unido de 1967, relacionado con el disco 'Idle Race' anterior |
| 101 | Cruel Hand                                 | "Love is not real" "Stakeout" | Look                             | 1979 | |
| 102 | The Nightcaps                              | "Wine wine wine" "Nightcap rock" | Musicor                          | 1959 | Grupo de rock&roll de Estados Unidos |
| 103 | The Ramrods                                | "Riders in the sky" "Zig zag" | London American                  | 1960 | Gran éxito en EE. UU. y Reino Unido. Canción también conocida como "Ghost Riders in the Sky" |
| 104 | The Smoke                                  | "My Friend Jack" "We can take it" | Columbia Records                 | 1966 | Pista psico-mod 'My friend Jack eats sugarlumps …' prohibida en el Reino Unido |
| 105 | The Squirrels                              | "Oz on 45" "Alone again" | PopLlama                         | 1988 | |
| 106 | The Undertones                             | "Teenage Kicks" / "True Confessions" "Smarter Than U" / "Emergency Cases"                                                                        | Good Vibrations                  | 1978 | La primera edición de esta pista clásica tenía una funda plegable personalizada, antes del exitoso lanzamiento de 'Sire' |
| 107 | The Upholsterers                           | "Makers of high grade suites" "I ain't superstitious" / "Pain"                                                                                   | Sympathy for the Record Industry | 2000 | |
| 108 | The Upsetters                              | "Bucky skank" "Yucky skank" | Down Town                        | 1973 | Raíces del reggae de Lee Perry |
| 109 | The Upsetters                              | "Key card" "Domino game" | DL International                 | 1975 | Raíces del reggae de Lee Perry |
| 110 | The Users                                  | "Sick of you" "I'm in love with today" | Raw Records                      | 1977 | Grupo punk británico |
| 111 | The Versalites                             | "Cutting rasor" "Black belt Jones" | DL International                 | 1974 | Raíces del reggae |
| 112 | The White Stripes                          | "Lafayette Blues" "Sugar never tasted so good"                                                                                                   | Italy Records                    | 1998 | |
| 113 | The White Stripes                          | "Party of Special Things to Do" "China Pig" "Ashtray Heart"                                                                                      | Sub Pop                          | 2000 | |
| 114 | The White Stripes                          | Merry Christmas From The White Stripes: "Candy Cane Children" / "The reading of the story of the Magi, the singing of Noche de paz"              | XL Recordings                    | 2002 | |
| 115 | The White Stripes                          | "It takes two, baby" "Fell in Love with a Girl"                                                                                                  | Sympathy for the Record Industry | 2001 | |
| 116 | The White Stripes                          | "Dead Leaves and the Dirty Ground" "Stop Breaking Down"                                                                                          | XL Recordings                    | 2002 | |
| 117 | The White Stripes The Dirtbombs            | "Hand Springs" "Cedar Point '76" | Extra-Ball Records               | 1999 | Para Multiball Magazine |
| 118 | The White Stripes                          | "Hotel Yorba (Live at the Hotel Yorba)" "Rated X"                                                                                                | XL Recordings                    | 2001 | |
| 119 | The White Stripes                          | "Lord, Send Me an Angel" You're pretty good looking (Trendy American Remix)"                                                                     | Sympathy for the Record Industry | 2002 | |
| 120 | The White Stripes                          | "Hello operator" Jolene" | Sympathy for the Record Industry | 2000 | |
| 121 | The White Stripes                          | "The Big Three Killed My Baby" "Red Rolling Ball Ruth"                                                                                           | Sympathy for the Record Industry | 1999 | 2 copias |
| 122 | The Henchmen featuring Jack White          | "Some other guy" "Psycho Daisies" | Italy Records                    | 1997 | |
| 123 | 2 Star Tabernacle featuring Andre Williams | "Lily White Mama and Jet Black Daddy" "Ramblin man'"                                                                                             | Bloodshot Records                | 1998 | Foto de portada de Jack White. "Ramblin 'man" es la versión de Hank Williams. |
| 124 | Electric Six                               | "Danger (High Voltage)" "Neurocameraman" / "She's Guatemala"                                                                                     | Flying Bomb Records              | 2001 | |
| 125 | The White Stripes Rocket 455 The Blowtops  | "Candy Cane Children" "Santa Ain't Coming For Christmas" "Sidewalk Santa"                                                                        | Flying Bomb Records              | 1998 | |
| 126 | The Dirtbombs Hercio The Real Pills        | "My Last Xmas" "Secret Santa" "It's Almost December"                                                                                             | Flying Bomb Records              | 2000 | |
| 127 | Travis Wammack                             | "Fire fly" "Scratchy" | ARA                              | 1964 | Se prefiere el lado B, "Scratchy", un peculiar instrumental de R&B, se publicó como cara A en los discos de Atlantic en el Reino Unido de 1964 |
| 128 | XL Capris                                  | "My city of Sydney" "Dead budgies" | Axle                             | 1980 | En una transmisión para el Servicio de Radiodifusión de las Fuerzas Británicas, John declaró que el disco le había sido enviado por "alguien en realidad de Sídney, Australia". En su programa de Radio One el 1 de agosto de 2000, un oyente solicitó esta canción antes de los próximos Juegos Olímpicos de Sídney. John señaló que había sido constantemente la canción más solicitada en los programas que grabó para su transmisión en Alemania |
| 129 | Yami Bolo                                  | "Richer than Cory" "Richard Version" | Jamaica International            | 1998 | Reggae Dancehall. John afirmó tener "alrededor de 50 sencillos de Yami Bolo 7", y muchos realmente buenos allí " |
| 130 | The Yardbirds                              | "Happenings Ten Years Time Ago" "Psycho Daisies"                                                                                                 | Columbia Records                 | 1966 | Grupo psico-mod clásico británico de los 60 |